# Velenov
Velenov je obec v okrese Blansko v Jihomoravském kraji. Žije zde 261 obyvatel.
Ve vzdálenosti šest kilometrů západně leží město Boskovice, čtrnáct kilometrů severozápadně město Letovice, patnáct kilometrů jihozápadně město Blansko a 25 kilometrů jihozápadně město Kuřim.

## Historie
První písemná zmínka o obci pochází z roku 1378, listina se týká Oldřicha z Boskovic. Další zmínka o obci je z roku 1547, kdy se společně s dalšími vesnicemi píše k boskovickému panství.

## Obyvatelstvo
| Rok            | 1869 | 1880 | 1890 | 1900 | 1910 | 1921 | 1930 | 1950 | 1961 | 1970 | 1980 | 1991 | 2001 | 2011 | 2021 |
| -------------- | ---- | ---- | ---- | ---- | ---- | ---- | ---- | ---- | ---- | ---- | ---- | ---- | ---- | ---- | ---- |
| Počet obyvatel | 271  | 330  | 346  | 338  | 368  | 382  | 361  | 296  | 326  | 292  | 242  | 206  | 191  | 216  | 249  |
| Počet domů     | 44   | 46   | 48   | 47   | 55   | 56   | 58   | 68   | 69   | 69   | 65   | 66   | 70   | 83   | 90   |

## Obecní správa
Mezi lety 1869–1985 Velenov byl obcí v okrese Boskovice (1869–1950) a později v okrese Blansko. Od 1. ledna 1986 do 31. prosince 1992 patřil jako část města k Boskovicím a od 1. ledna 1993 je opět samostatnou obcí.

### Obecní symboly
Znak a vlajka byly obci uděleny rozhodnutím předsedy Poslanecké sněmovny Parlamentu České republiky dne 14. března 2002.

## Pamětihodnosti
- plánovaná Rozhledna Velenka
- Plavební kanál

## Galerie

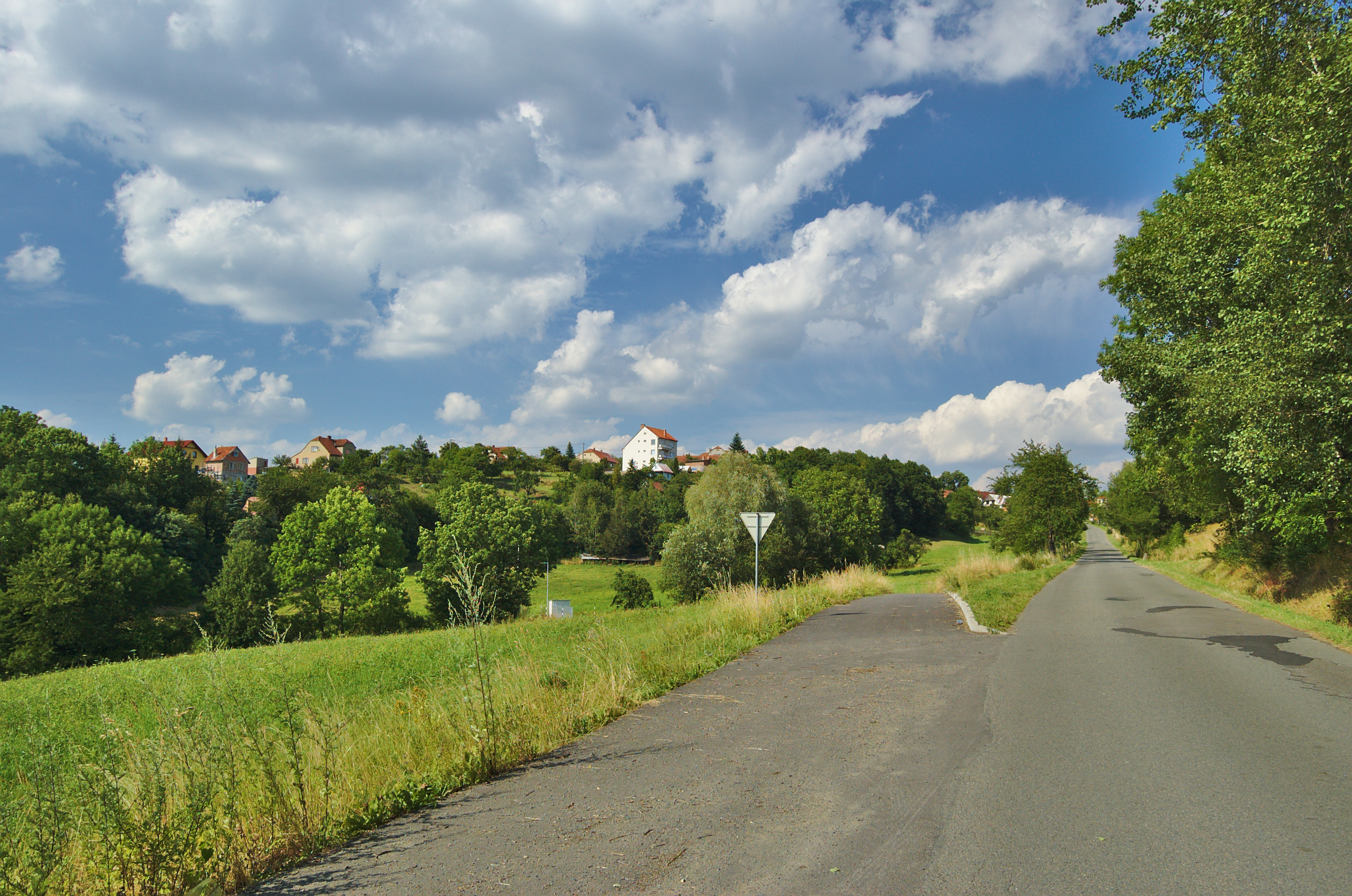
Pohled na Velenov od jihu
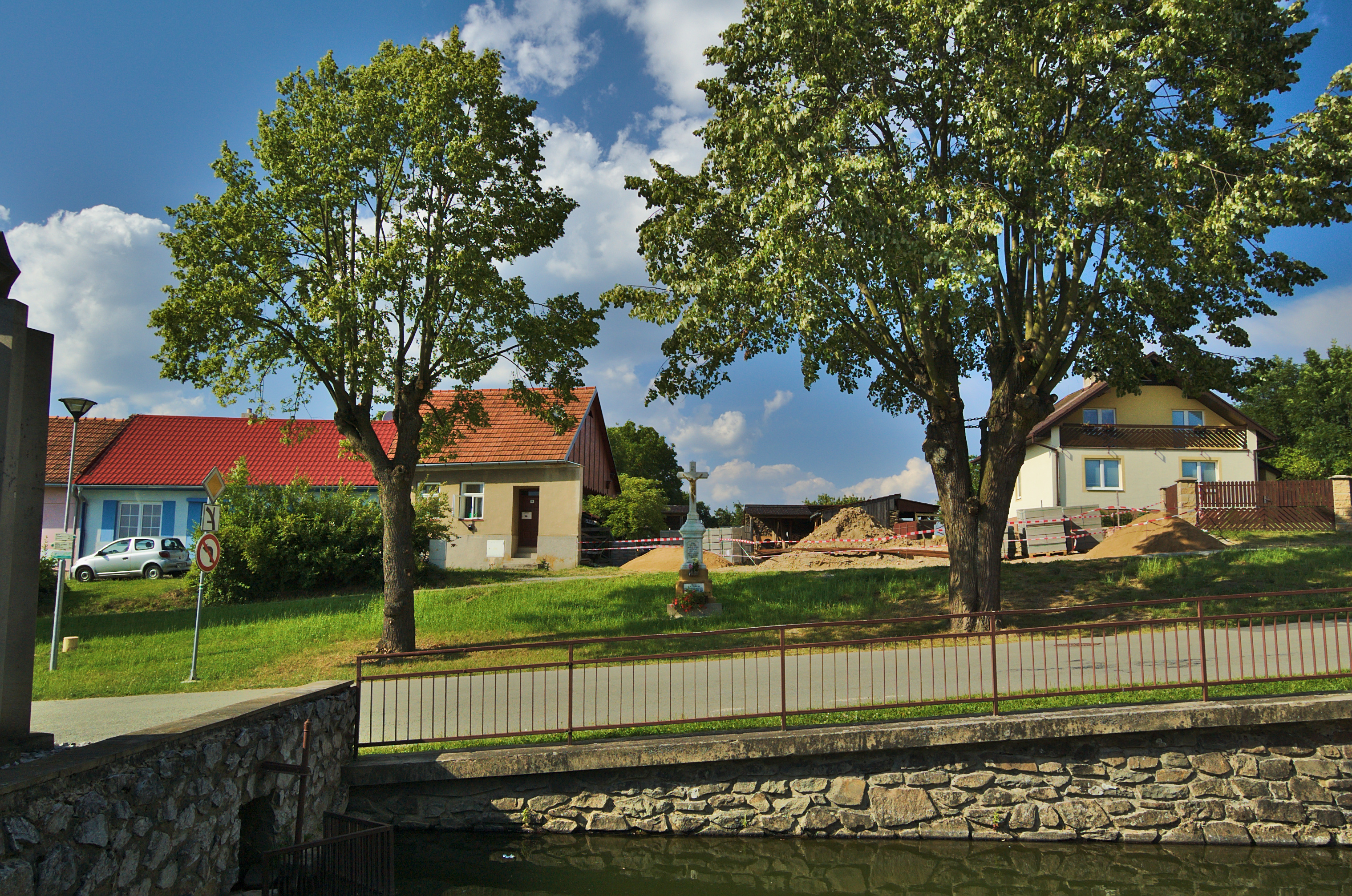
Kříž na návsi
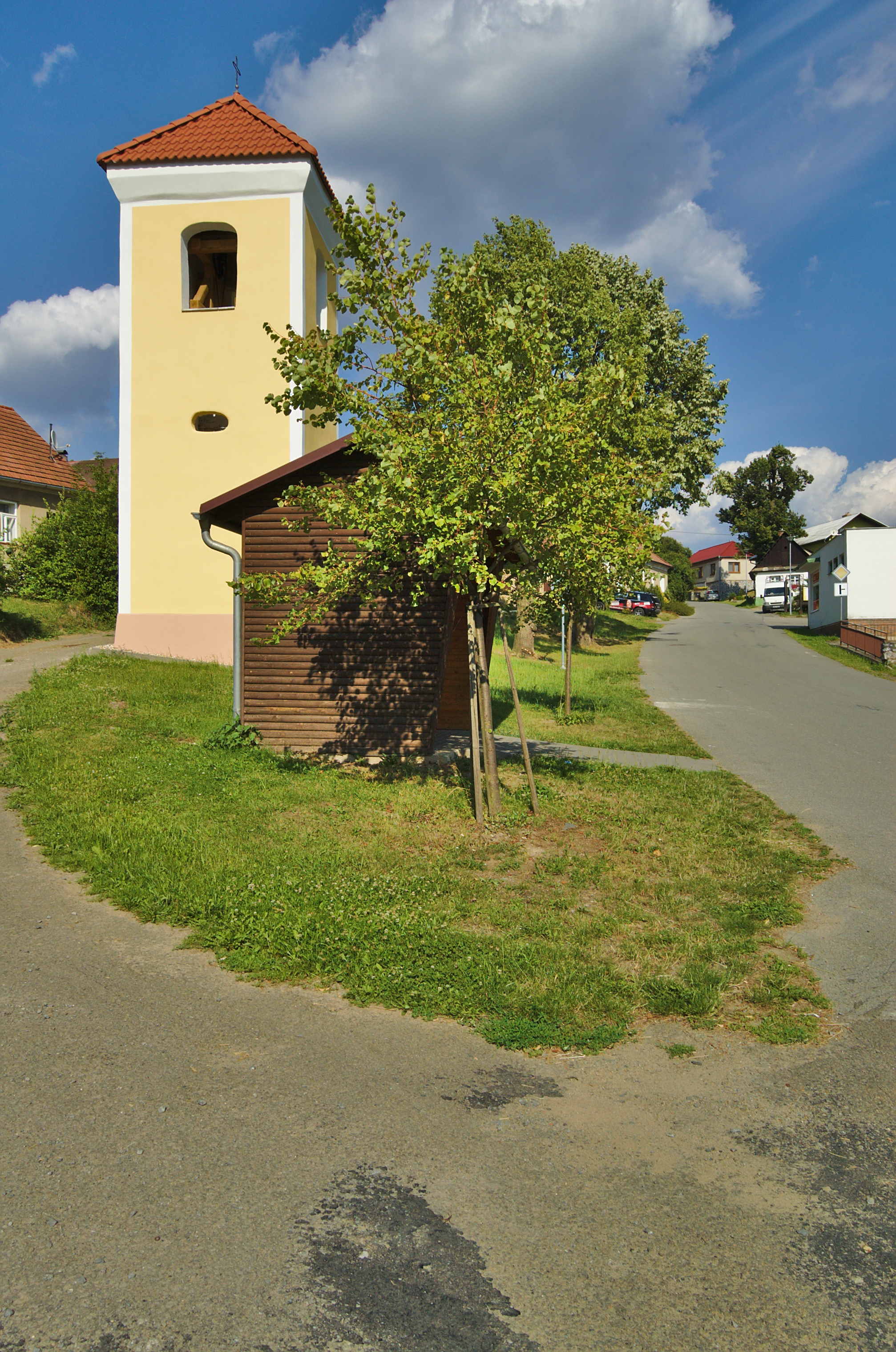
Zvonice na návsi
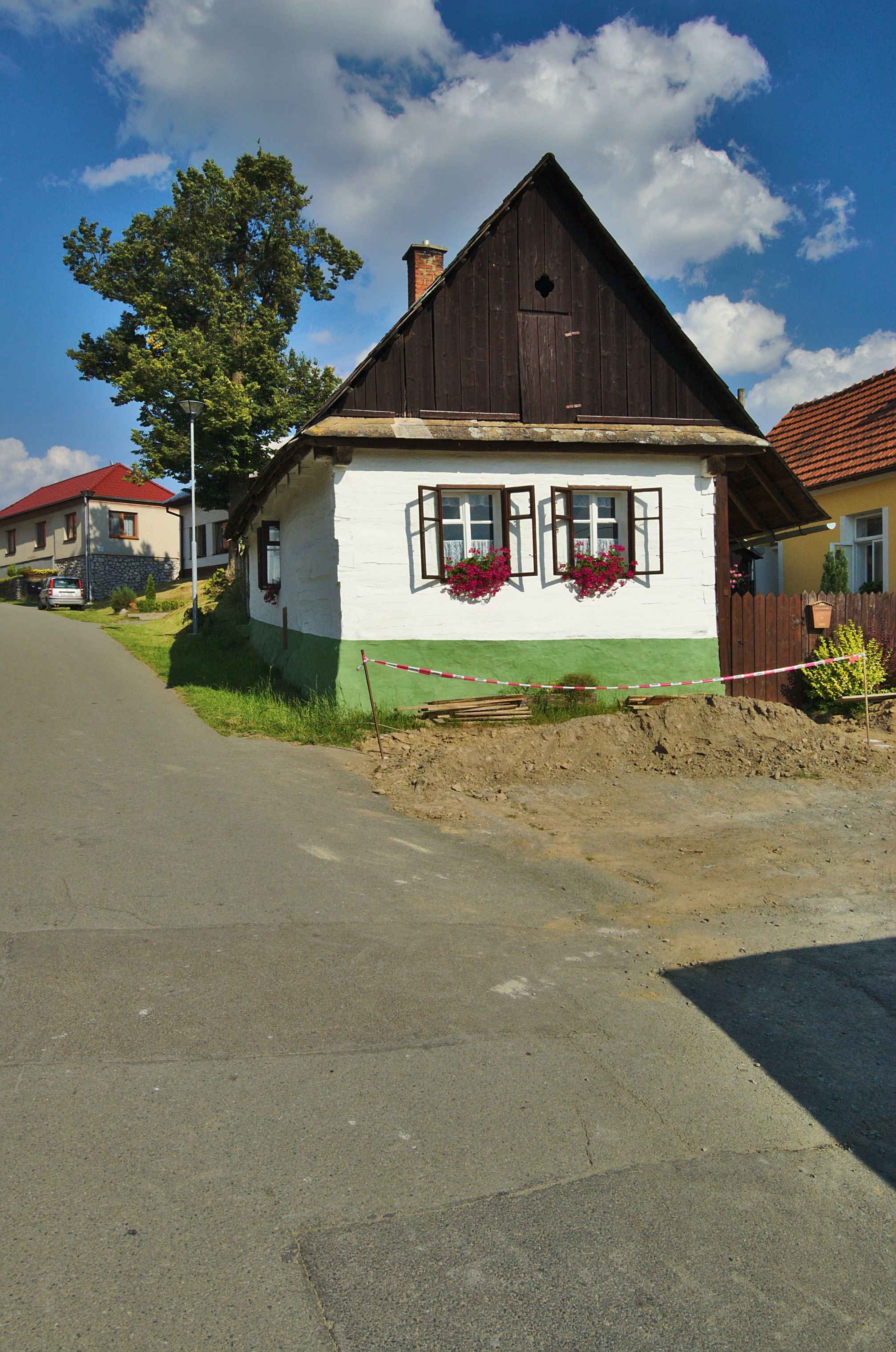
Starý dům v obci
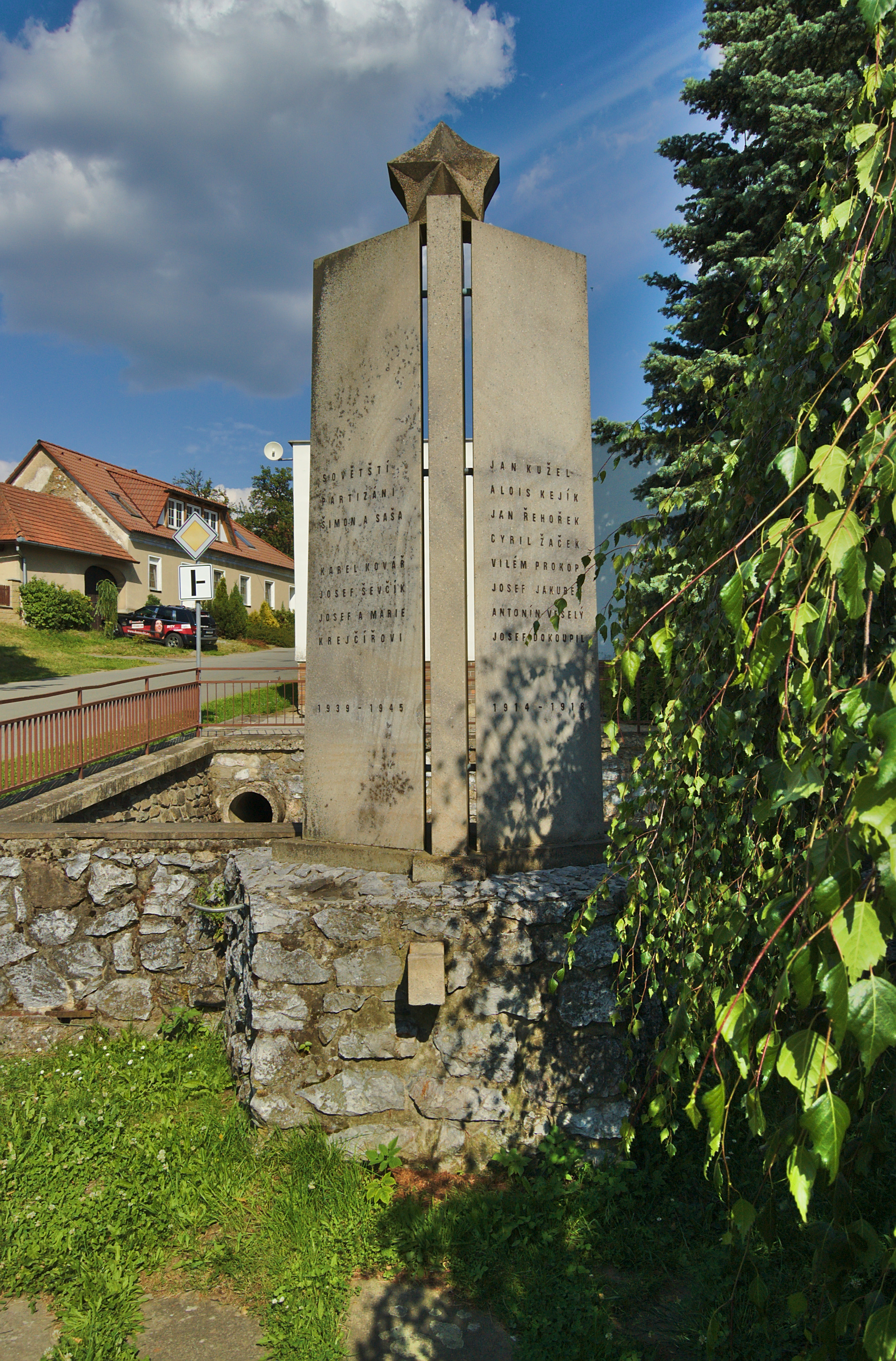
Památník obětem světových válek
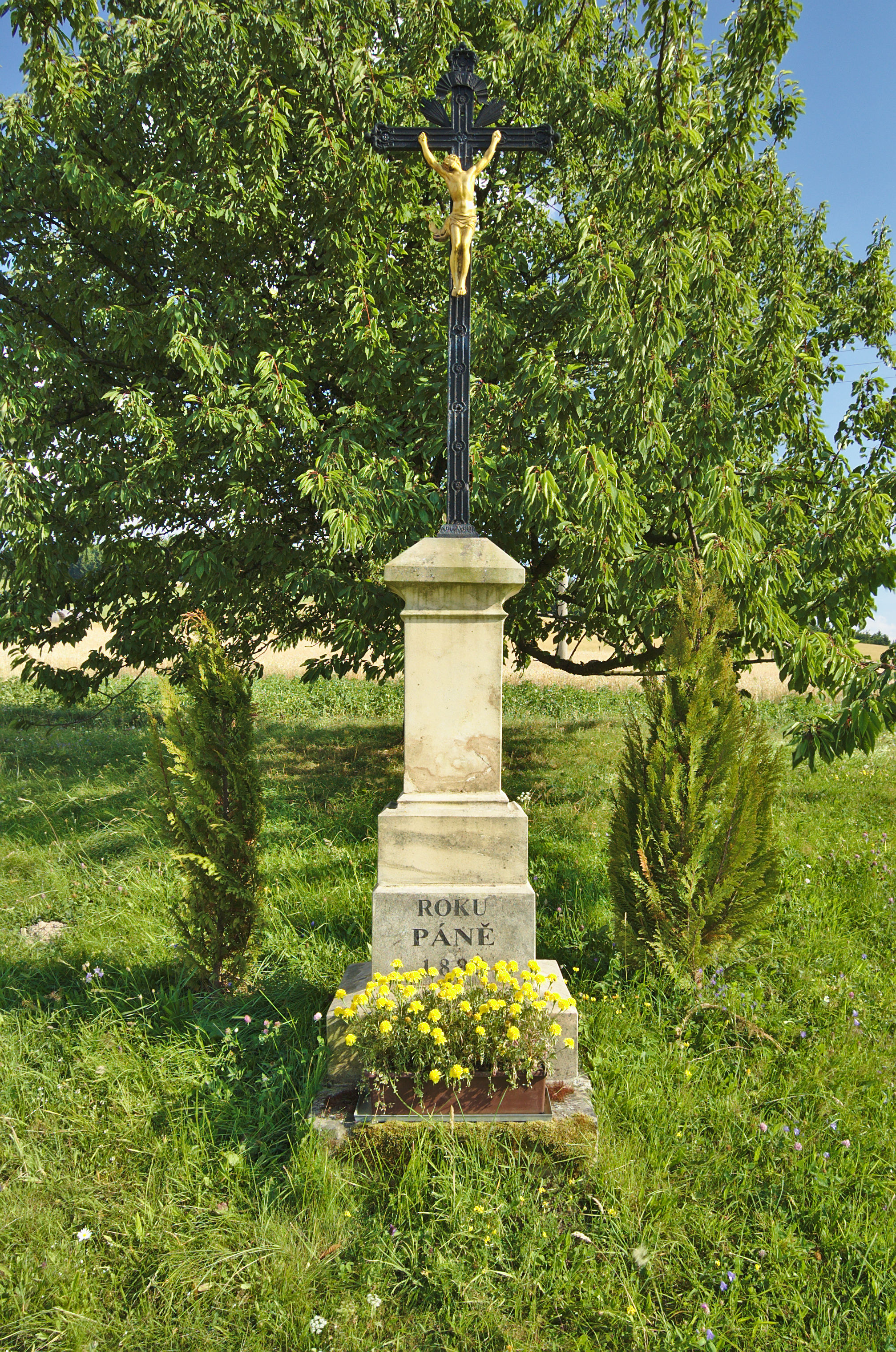
Kříž v polích nad obcí jižně od vesnice
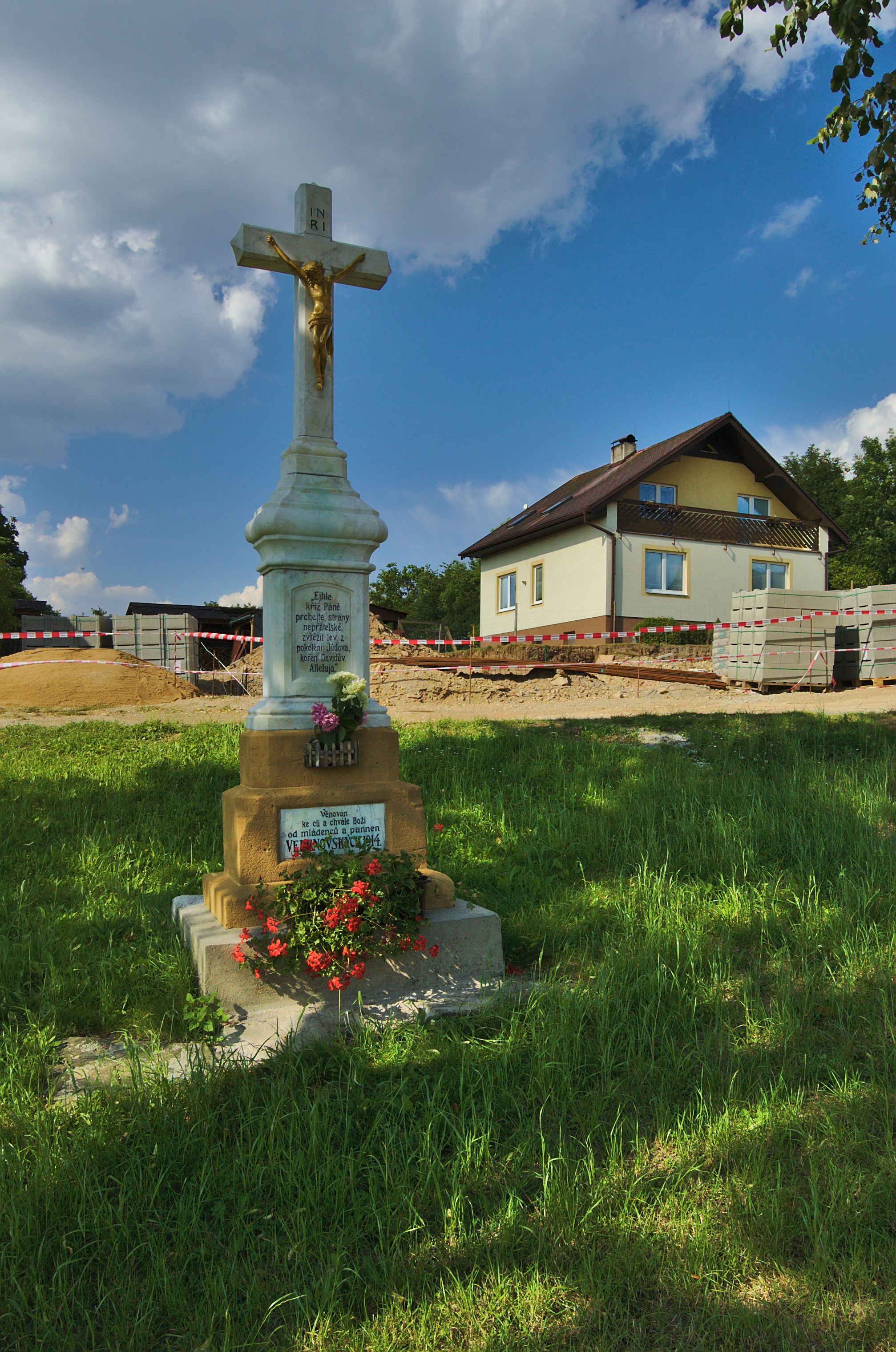
Kříž na návsi